# Apithecia viridata
Apithecia viridata är en fjärilsart som beskrevs av Moore 1868. Apithecia viridata ingår i släktet Apithecia och familjen mätare. Inga underarter finns listade i Catalogue of Life.

## Bildgalleri

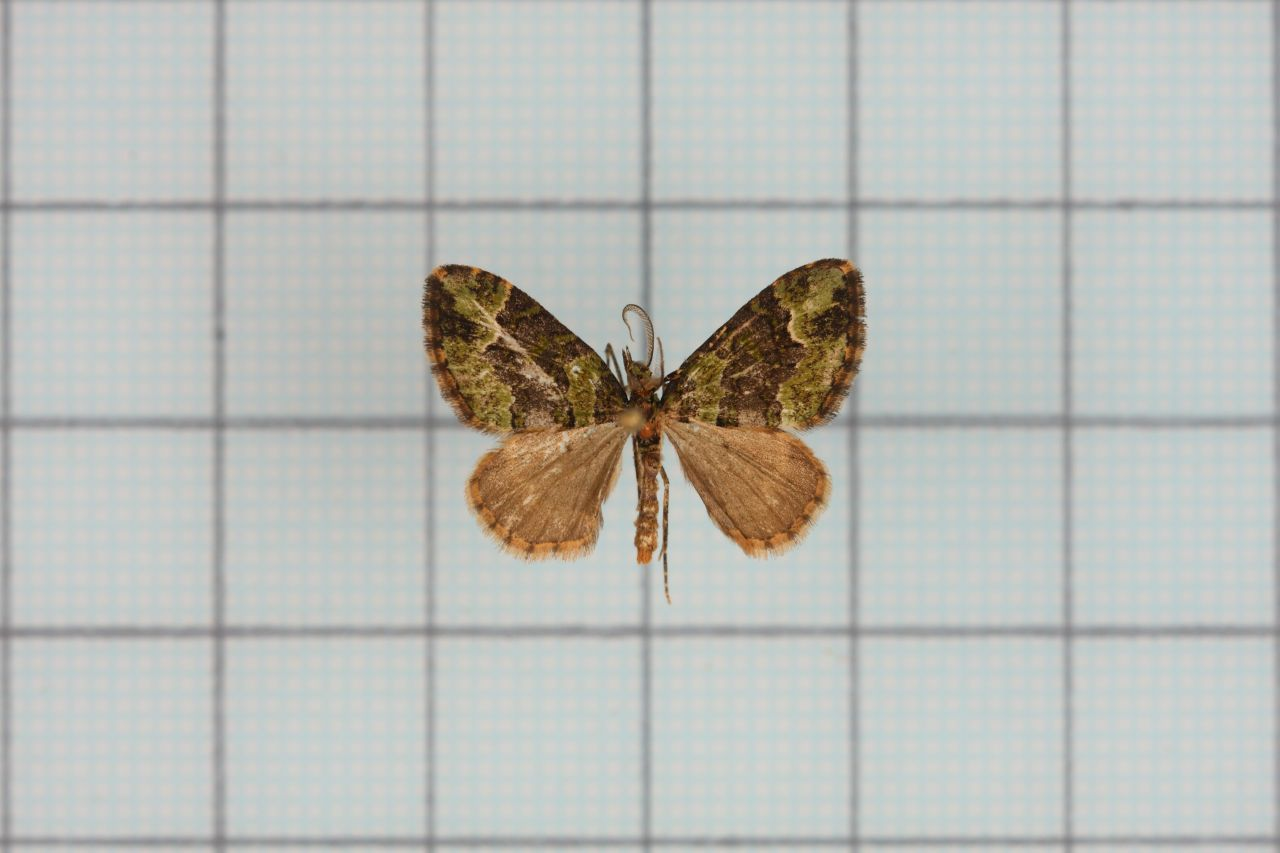
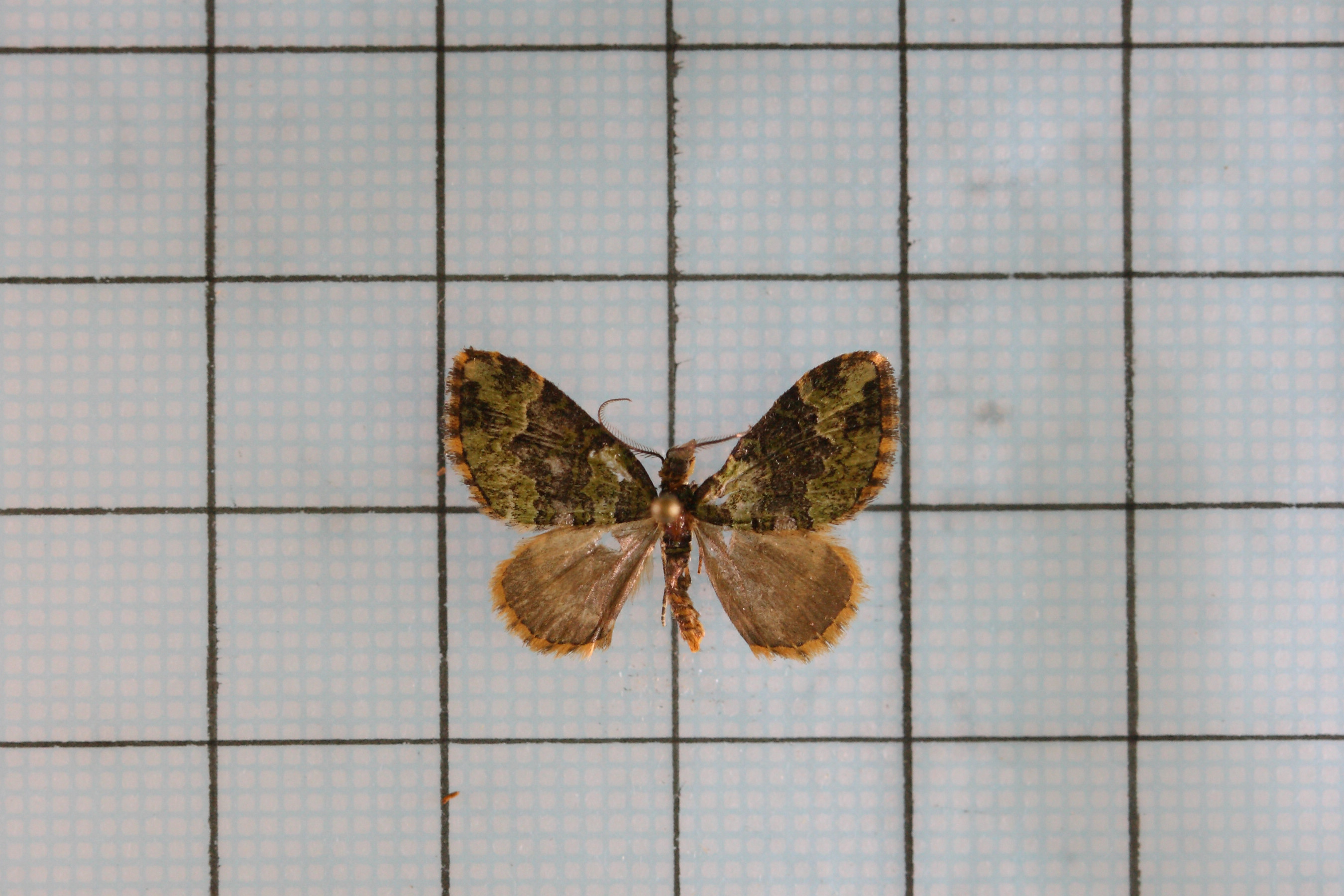